# Виталий Александрийский
Преподо́бный Вита́лий Александри́йский (VII век) — христианский святой, почитаемый в лике преподобных. Память совершается: в Православной церкви (по юлианскому календарю) — 11 января (греческие церкви), 22 апреля (Русская православная церковь), в Католической церкви — 11 января.

## Жизнеописание
Жизнеописание преподобного Виталия входит в состав жития святителя Иоанна Милостивого, патриарха Александрийского, которое было написано в VII веке Леонтием Неаполитанским. В русскоязычных источниках рассказ о Виталии был включён в древнерусский Пролог под 22 апреля, а в Великих четьях-минеях митрополита Макария под этой датой было помещено «Слово о преподобнем мнисе Виталии, како оставль келию, иде во Александрию и спасе блудницу».
Виталий был монахом из монастыря аввы Серида в Газе. В возрасте шестидесяти лет он пришёл в Александрию и начал проповедь покаяния среди городских блудниц. Днём он трудился как наёмный работник, прося за свой труд 12 медных монет, одну из них вечером он тратил себе на еду, а остальные отдавал блуднице, прося её за эти деньги ночью воздержаться от греха. Сам он оставался в комнате женщины и всю ночь молился и убеждал покаяться, а утром, уходя от неё, брал клятву не рассказывать о его поступке. Его проповедь имела успех и многие блудницы оставили своё занятие, но горожане были уверены, что Виталий еженощно предаётся плотскому греху. Его начали осуждать, предлагали взять блудницу в жёны и отказаться от монашества, чтобы перестать позорить других иноков. Сам Виталий, чтобы скрывать свой поступок признавал, что и монахи могут иметь плотские слабости. О нём доложили александрийскому патриарху Иоанну, который не поверил рассказу и пристыдил доносчиков.
Однажды на пороге публичного дома Виталий встретил юношу-блудника, который ударил его по лицу и подверг упрёкам за мнимый грех. Старец в ответ сказал, что его самого постигнет удар, и на крик сбежится вся Александрия. После этого Виталий заперся в своей келье и в ней скончался. В это время юноше явился бес и ударил его по щеке со словами — «Прими удар, который прислал тебе монах Виталий». Молодой человек начал бесноваться, рвал на себе одежду, кричал, и многие горожане пришли на его крик. Придя в себя, он вспомнил о предсказании старца Виталия и пошёл к его келье простить прощения. Виталий был найден горожанами мёртвым, стоящим на коленях в молитве. В руках у него был свиток с надписью — «Мужи александрийские! не осуждайте прежде времени, пока не придет Господь, Праведный Судия». Бывшие в толпе народа бывшие блудницы, которым проповедовал святой Виталий рассказали всем о его жизни. О Виталии сообщили патриарху Иоанну и он с почестями похоронил старца.